# Thom Mayne

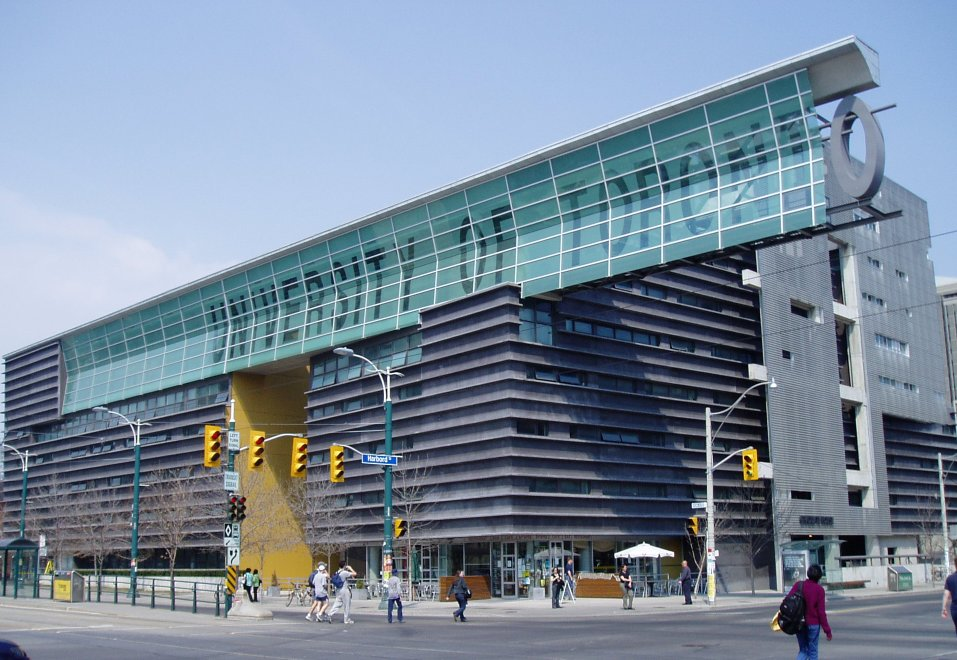
Graduate House på University of Toronto.

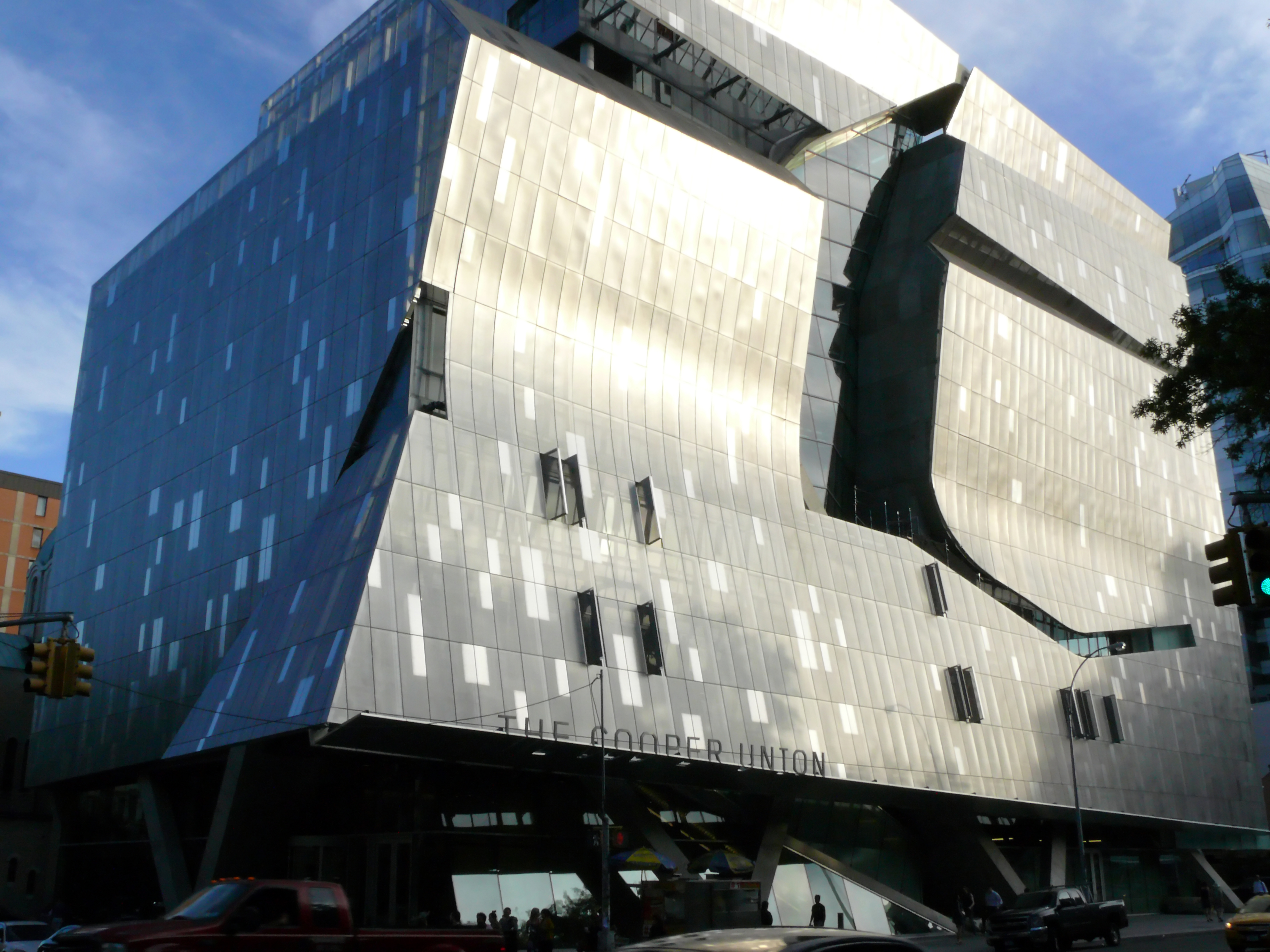
Mayne's New Academic Building för Cooper Union.

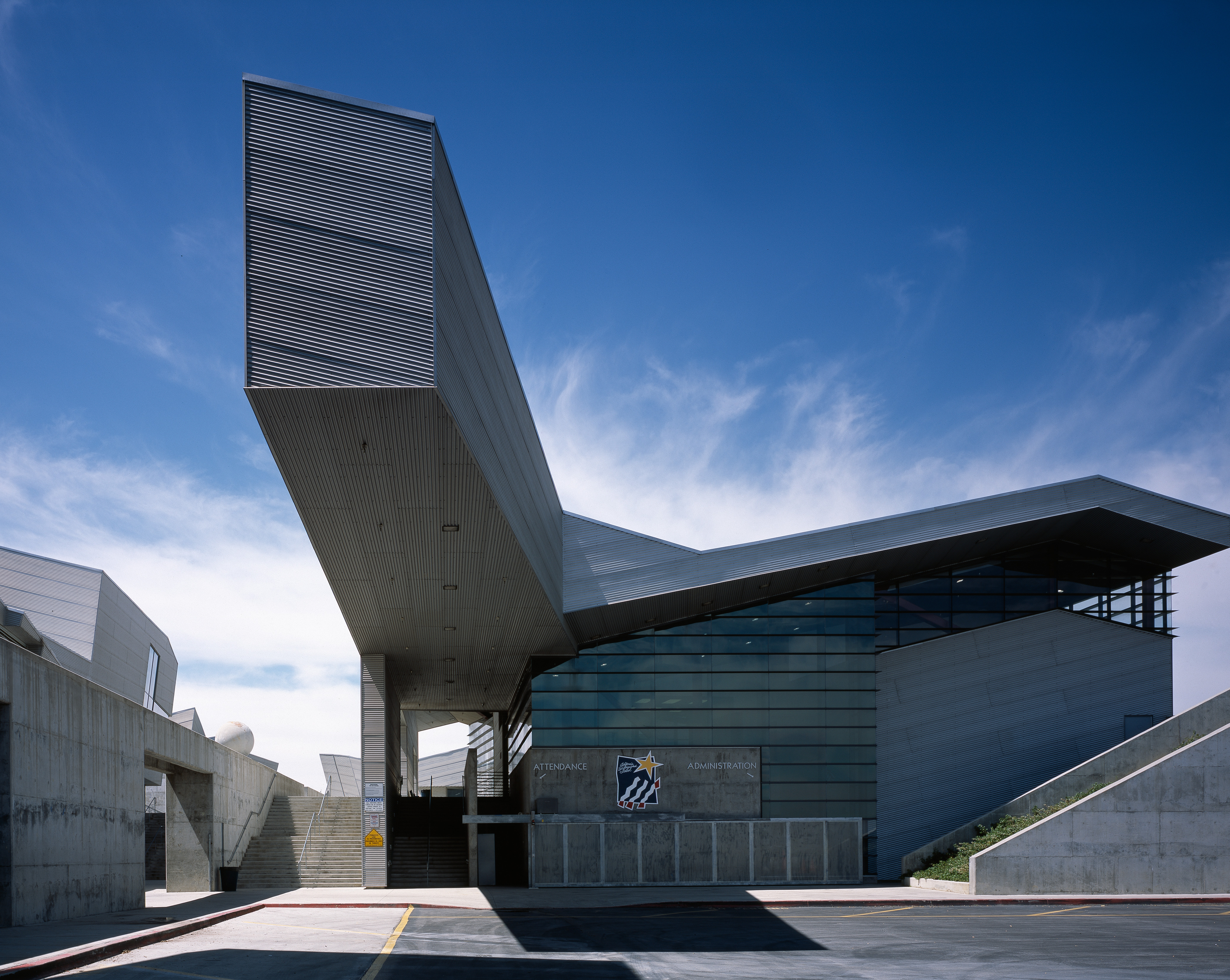
Diamond Ranch High School i Pomona, Kalifornien.

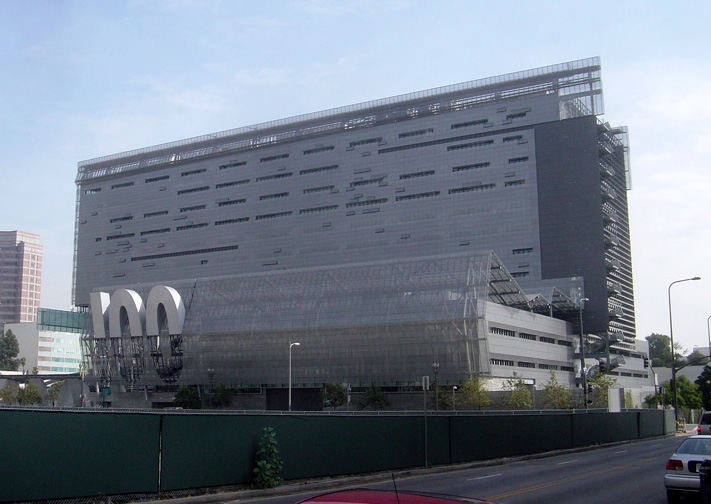
Caltrans District 7 Headquarters, Los Angeles.

Thom Mayne, född 19 januari 1944 i Waterbury, Connecticut, är en amerikansk arkitekt med inriktning mot dekonstruktivistisk stil. 
Thom Mayne är idag baserad i Los Angeles med arkitektfirman Morphosis. Han har studerat arkitektur vid University of Southern California och vid Harvard University Graduate School of Design. År 2005 mottog han Pritzkerpriset.

## Biografi
Efter studierna i Kalifornien arbetade Mayne med stadsplanering. Tillsammans med fem andra Mayne träffat under studierna startade de arkitektskolan Southern California Institute of Architecture. 1972 startade Mayne och Livio Santini, James Stafford, Michael Brickler arkitektfirman Morphosis. Första uppdraget var en skola i Pasadena som Maynes son gick i. Efter detta fick firman flera uppdrag att designa privata hus. Under en tid då firman inte hade så mycket att göra läste Mayne arkitektur vid Harvard under ett år. Han återvände 1978 till Morphosis där han blev ansvarig för alla projekt firman har. Firman har haft globala uppdrag och designat flera federala byggnader i USA.

## Verk i urval
- The Cooper Union for the Advancement of Science and Art, New York, 2009
- National Oceanic and Atmospheric Administration, Maryland, 2007
- Cahill Center for Astronomy and Astrophysics, California Institute of Technology, Pasadena, 2009
- San Francisco Federal Building, San Francisco, 2006
- Wayne L. Morse United States Courthouse, Oregon, 2006
- Madrid, 2006
- University of Cincinnati, Ohio, 2006
- Science Center School, Los Angeles, 2004
- CalTrans District 7 högkvarter, Los Angeles, 2004
- Hypo Alpe-Adria Center, Österrike, 2002
- University of Toronto Graduate House, Toronto, 2000
- Diamond Ranch High School, Pomona, 1999
- Sun Tower i Seoul, 1997
- Blades Residence, Kalifornien, 1995
- Salick Healthcare Office Building, Los Angeles, 1991
- Crawford Residence, Kalifornien 1990
- Cedar Sinai Comprehensive Cancer Center, Los Angeles, 1988
- 6th Street Residence, Santa Monica, 1988
- Kate Mantilini, Beverly Hills, 1986

## Fotogalleri

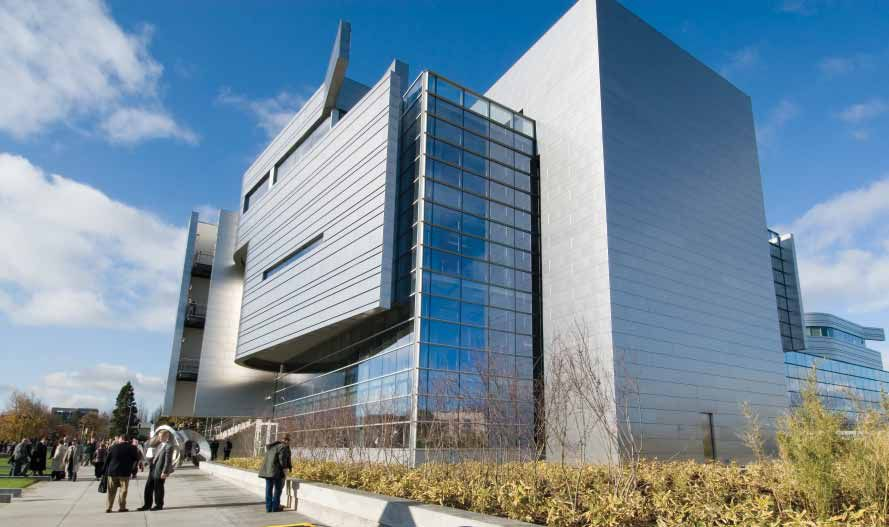
Wayne L. Morse United States Courthouse i Eugene, Oregon
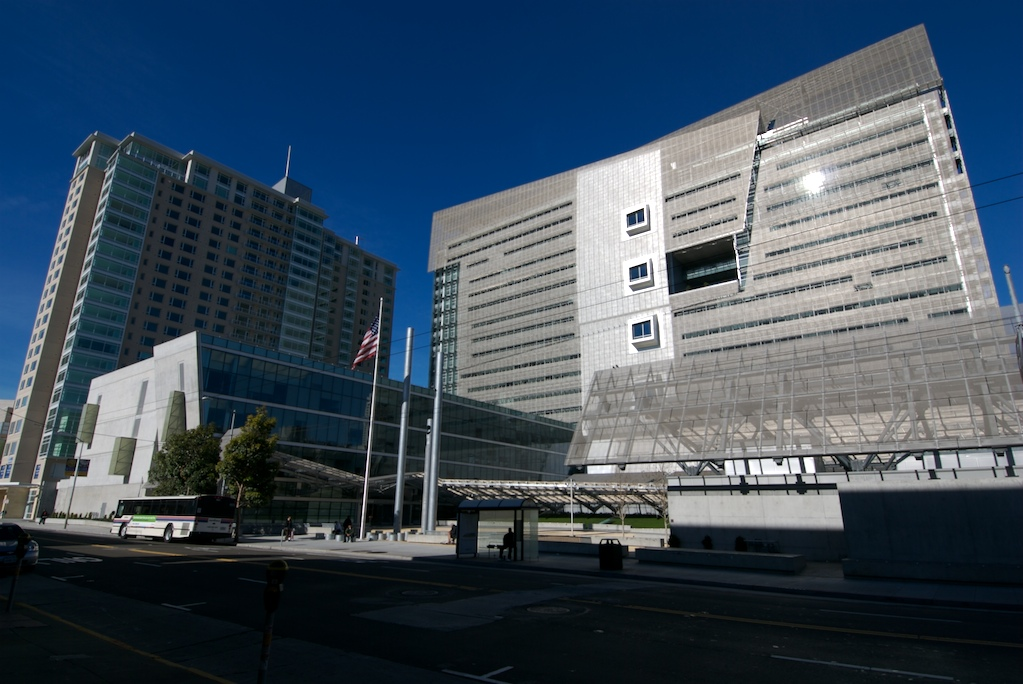
San Francisco Federal Building
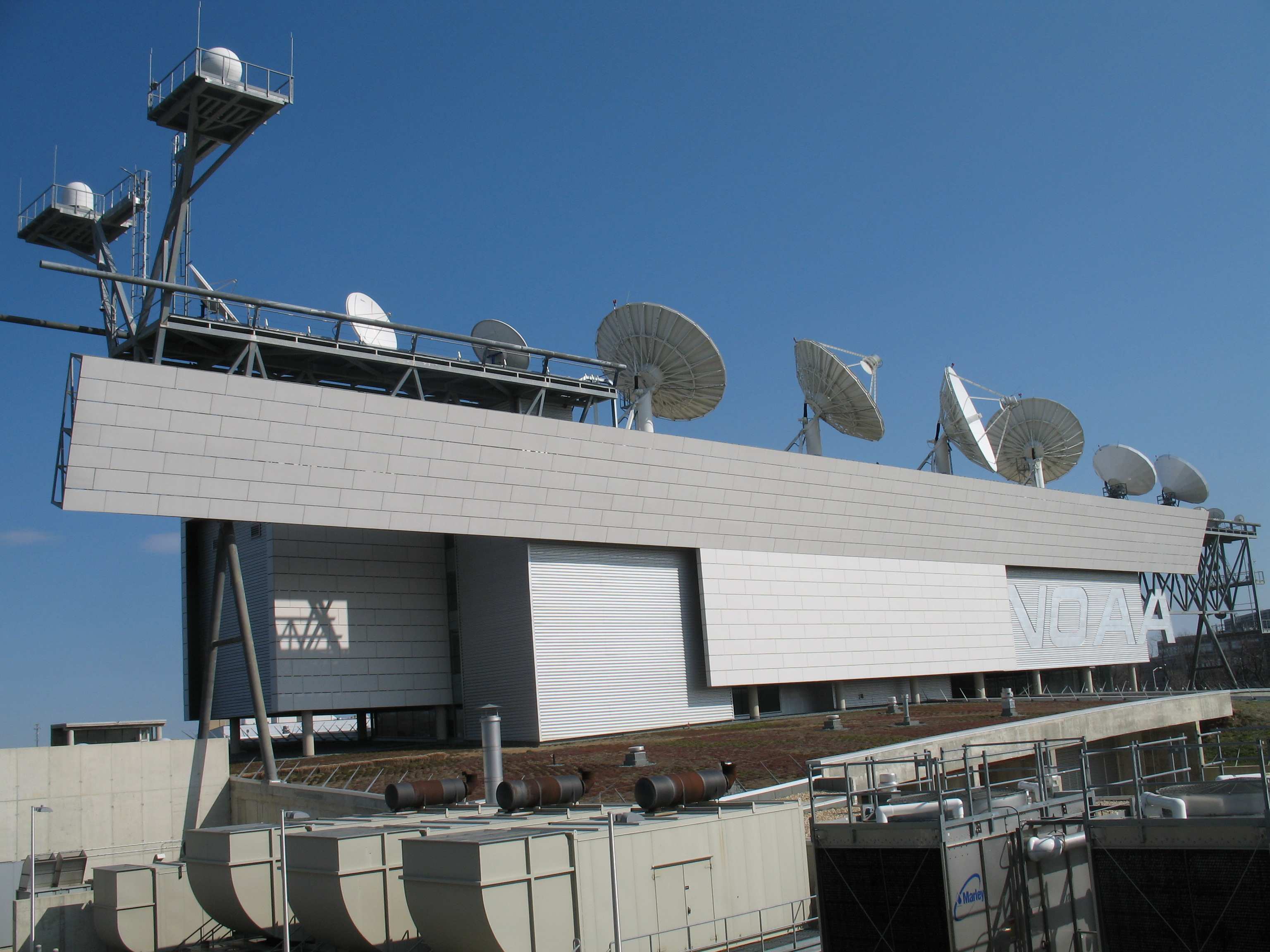
National Satellite Operations Center